# 福岡県道71号新門司港大里線
福岡県道71号新門司港大里線（ふくおかけんどう71ごう しんもじこうだいりせん）は、福岡県北九州市門司区を通る県道（主要地方道）である。

## 概要
北九州市門司区大字恒見から北九州市門司区大里本町3丁目に至る。
新門司港と大里地区を結ぶ道路である。企救半島の丘陵地帯を横断するため、かつては2車線で急勾配や急カーブが多く、また大型車の通行も多いため、走行には注意が必要であったが、峠部分は2車線の鹿喰（かじき）トンネル（1940年（昭和15年）供用）に新鹿喰トンネル（1992年（平成4年）供用）が増設され4車線となっており、新門司側は峠道の急カーブを迂回するルートに変更されている。ただし、鹿喰トンネルから北九州高速4号線 大里出入口までの区間は丘陵地の住宅街を通るため、カーブの多い構造となっている。

### 路線データ
- 起点：福岡県北九州市門司区大字恒見（新門司港、北九州市主要地方道恒見朽網線起点）
- 終点：福岡県北九州市門司区大里本町3丁目（大里本町三丁目交差点、国道199号交点）

## 歴史
- 1983年（昭和58年）4月1日 - 路線認定。

当時の福岡県道263号恒見大里線を主要地方道に認定および路線名変更を行い現在に至る。
- 1993年（平成5年）5月11日 - 建設省から、県道新門司港大里線が新門司港大里線として主要地方道に再指定される[1]。

## 路線状況

### 通称
- 北九州カニ・カキロード[2]

### 重複区間
- 福岡県道25号門司行橋線旧道（北九州市門司区吉志1丁目・吉志1丁目交差点 - 北九州市門司区大字畑・畑交差点）

### 道路施設

#### 橋梁
- 松ヶ江大橋（櫛毛川、北九州市門司区）
- 井出谷川橋（谷川、北九州市門司区、福岡県道25号門司行橋線旧道重複区間内）
- 谷橋（井出谷川川、北九州市門司区、福岡県道25号門司行橋線旧道重複区間内）

#### トンネル
- 新鹿喰トンネル（下り線側）：延長292 m、1992年（平成4年）竣工、北九州市門司区
- 鹿喰隧道（上り線側）：延長193 m、1940年（昭和15年）竣工、北九州市門司区

## 地理
山間を挟むかたちで高速道路が通過している。ただし、九州自動車道の新門司ICは鹿児島方面の出入口のみ対応しており、九州道から下関方面に向かうことはできない。

### 通過する自治体
- 北九州市（門司区）

### 交差する道路
| 交差する道路                        | 交差する場所    | 交差する場所                          |
| ----------------------------------- | --------------- | ------------------------------------- |
| 北九州市主要地方道恒見朽網線        | 大字恒見        | 起点                                  |
| 福岡県道25号門司行橋線 重複区間起点 | 吉志1丁目       | 吉志1丁目交差点                       |
| 福岡県道25号門司行橋線 重複区間終点 | 大字畑          | 畑交差点                              |
| E3 九州自動車道                     | 大字畑          | 新門司インター交差点 1-1 新門司IC     |
| 北九州高速4号線                     | 大里戸ノ上4丁目 | 大里インター交差点 402/403 大里出入口 |
| 国道3号 国道10号 重複               | 大里戸ノ上1丁目 | 大里戸ノ上交差点                      |
| 国道199号                           | 大里本町3丁目   | 大里本町三丁目交差点 / 終点           |

### 交差する鉄道
- 山陽新幹線
- 鹿児島本線
- 山陽本線

### 沿線
- 新門司港
- 新門司臨海工業地帯
- マリナクロス新門司
- JR九州鹿児島本線・山陽本線 門司駅